# Кеназ

Кеназ

Кеназ (англ. Kenaz) — шоста руна германського Старшого (першого) Футарка, пов'язана з творчістю. Назва походить від примордіальної категорії соснова скіпка.
Пряме примордиальне значення: бачення, послання, знання, творчість, натхнення, технічні здібності. Вітальний вогонь життя, стримана (керована) сила, вогонь перетворень та перебудови. Сила творення власної реальності, сила світла. Відкриває нову силу, енергію та потужність. Пристрасть, сексуальна любов.
Протилежне до нього примордіальне значення: хвороба, злам, нестабільність, відсутність творчості. Оголеність, неприглядна відкритість, втрата ілюзій та фальшивих надій.

## Кодування
| Unicode UTF-16   | U+16b2             |
| назва по Unicode | RUNIC LETTER KAUNA |
| HTML             | &#5810;            |